# 中学生の広場
『中学生の広場』（ちゅうがくせいのひろば）は、1971年4月8日から1981年3月20日までNHK教育テレビジョンで放送されていた中学生向けの学校放送（教科：特別活動）である。
放送時間は毎週月曜日 14:20 - 14:40 （日本標準時）、別の時間帯での再放送あり。初回のみ木曜 13:00 - 13:20 に本放送を行い、月曜 14:20 - 14:40 に再放送を行った。